# Ivan Stranski
Ivan Nikolov Stranski (în bulgară Иван Николов Странски, în germană Iwan Nicolá Stranski,  n. 2 ianuarie 1897, Sofia, Principatul Bulgariei – d. 19 iunie 1979, Sofia, Republica Populară Bulgaria) a fost un chimist-fizician bulgar.
Fondator al școlii bulgare de chimie-fizică, Stranski este considerat tatăl cercetării creșterii cristalului. Stranski a condus departamentele de chimie-fizică la Universitatea din Sofia și la Universitatea Tehnică din Berlin, unde a servit și ca rector. Creșterea Stranski–Krastanov și modelul Kossel–Stranski au fost denumite după Ivan Stranski și Lubomir Krastanov.

## Biografie
Ivan Stranski s-a născut la Sofia, capitala Principatului Bulgariei, ca al treilea copil al lui Nikola Stranski, farmacist la curtea regală și al soției acestuia, Maria Krohn, de origine germano-baltică. Încă din copilărie a suferit de tuberculoză osoasă, o boală incurabilă în acea vreme. Stranski a terminat Primul Liceu  pentru băieți din Sofia. Căutând modalități de a lupta împotriva bolii, Stranski a decis să studieze medicina, dar s-a întors în Bulgaria dezamăgit după un an de studii la Viena. A absolvit Universitatea din Sofia în 1922, specializarea chimie, și a obținut o diplomă de doctor la Berlin sub conducerea profesorului Paul Günther, cu o dizertație despre spectroscopia razelor X. În 1925, Stranski s-a alăturat nou înființatei Facultăți de Fizică și Matematică a Universității din Sofia, devenind primul lector universitar de chimie-fizică din țară. În 1929, a fost promovat ca profesor asociat, iar din 1937 a fost profesor academic la Universitatea din Sofia. Stranski a atras în departamentul de chimie-fizică oameni de știință precum Rostislav Kaișev și Liubomir Krastanov.
În 1930, Ivan Stranski a primit o bursă Rockefeller și împreună cu Kaișev a fost invitat la Universitatea Tehnică din Berlin, unde a colaborat cu proeminentul chimist-fizician Max Volmer. În anii 1930 au apărut câteva articole importante scrise de Stranski împreună cu Kaișev și Krastanov, cum ar fi descoperirea în 1939 a creșterii epitaxiale Stranski-Krastanov. În 1935-1936 a fost șeful departamentului Institutului din Ural de Fizică și Mecanică din Sverdlovsk, în Uniunea Sovietică. În 1941, Stranski a fost invitat de Walther Kossel să efectueze cercetări în Breslau. El și-a expus teoria cinetică a creșterii cristalului, care a devenit cunoscută sub numele de modelul Kossel-Stranski - deoarece Kossel a propus în mod independent același model.

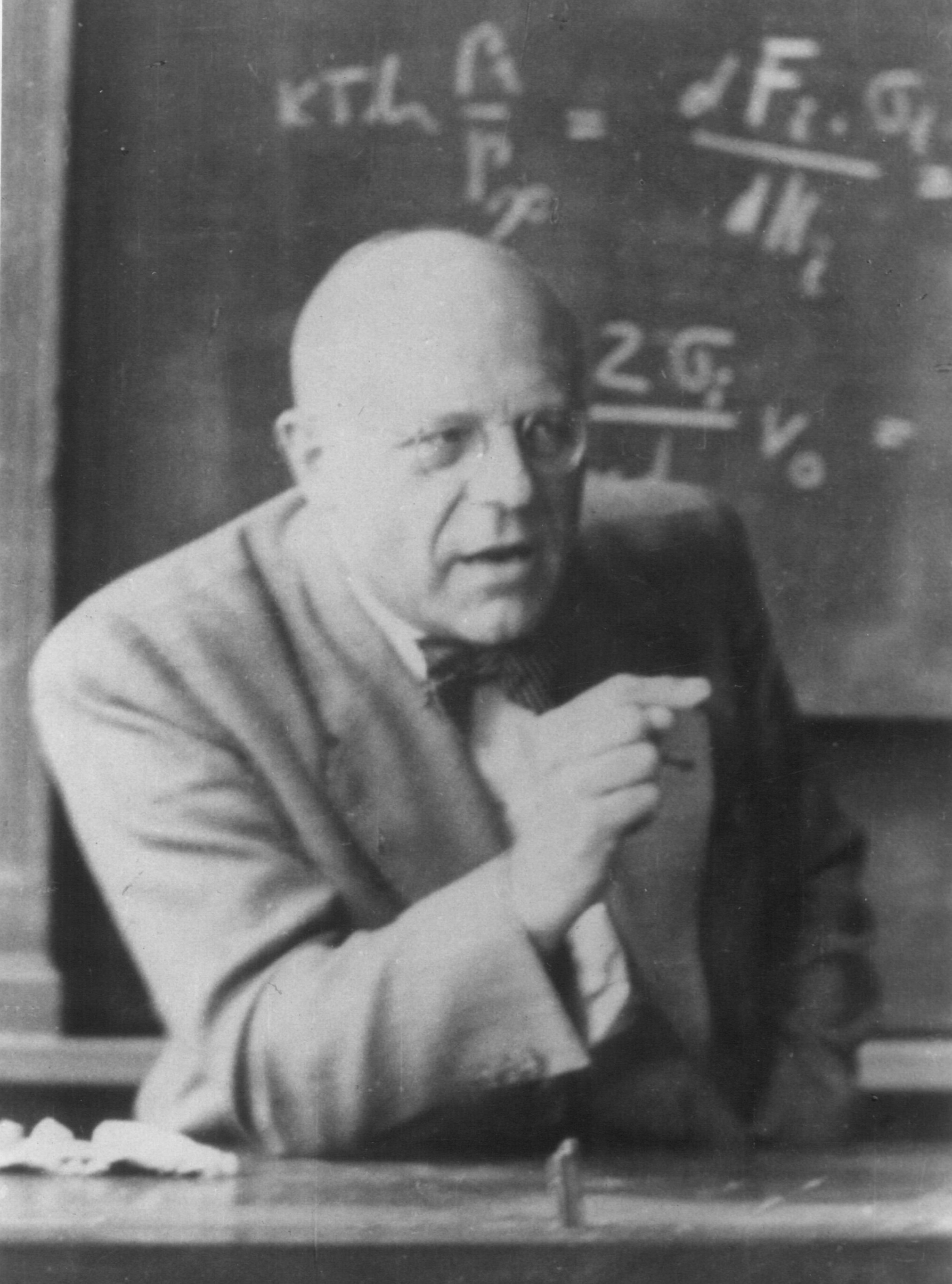
Profesorul Ivan Stranski în 1940

Odată cu avansarea Armatei Roșii în Polonia, Stranski s-a întors la Berlin pentru a lucra la Institutul Kaiser Wilhelm pentru Chimie Fizică și Electrochimie. După ce Germania nazistă s-a predat, Volmer a fost dus cu forța în Uniunea Sovietică, iar Stranski și-a reocupat locul de director de studii la Universitatea Tehnică din Berlin, Departamentul de Chimie Fizică. În ciuda distrugerilor masive cauzate de bombardarea Berlinului de către aliați, cu ajutorul lui Stranski, Universitatea Tehnică a fost printre puținele care au fost deschise în noul anul universitar 1945. Între 1948-1949, Stranski a fost decanul Facultății de Științe Generale și de Inginerie. În 1951-1953, Stranski a fost rectorul universității; unde a deținut și funcția de vice-rector. În 1953, a devenit director adjunct al Institutului Fritz Haber. Până în 1963, Stranski a predat la Universitatea Liberă din Berlin.
După lovitura de stat din 1944 și înființarea unui guvern comunist, Stranski a fost acuzat de legături cu regimul pro-fascist precedent și a fost eliminat din departamentul pe care l-a înființat. Abia în anii 1960 a fost re-acceptat ca membru străin al Academiei Bulgare de Științe  și se va întoarce în Bulgaria din Berlinul de Vest abia în 1967. A murit la Sofia în 1979, dar a fost îngropat în Berlin.
Ivan Stranski a fost membru al Academiei de Științe din Göttingen (1939), al Academiei de Științe și Științe Umaniste din Bavaria (1959), al Academiei de Științe din New York, al Academiei Germane de Științe Leopoldina și al Academiei Regale de Științe din Suedia.

## Moștenire

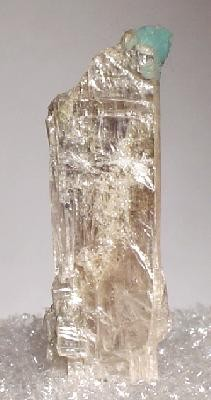
stranskiit pe leiteit

Două institute moderne poartă numele său: Laboratorul Stranski de Chimie Fizică și Teoretică de la Universitatea Tehnică din Berlin (Institutul Iwan N. Stranski din 1967 până în 2001) și Institutul de Metalurgie I. N. Stranski din Oberhausen.
Mineralul stranskiit Zn
2Cu2+(AsO
4)
2, {\displaystyle P{\bar {1}}}; {\displaystyle {\bar {1}}} a fost numit după el. O stradă din Sofia este denumită după Ivan Stranski.

## Vezi și
- Listă de bulgari